# Deuteronomos pseudoquercaria
Deuteronomos pseudoquercaria är en fjärilsart som beskrevs av Eugen Wehrli 1940. Deuteronomos pseudoquercaria ingår i släktet Deuteronomos och familjen mätare. Inga underarter finns listade i Catalogue of Life.